# Харьковка (Горецкий район)
Ха́рьковка (бел. Харкаўка) — деревня в составе Савского сельсовета Горецкого района Могилёвской области Республики Беларусь.

## Население
- 1999 год — 49 человек
- 2010 год — 37 человек